# Pipppero®
Pipppero® è un singolo del gruppo musicale italiano Elio e le Storie Tese pubblicato nel 1992, come primo estratto dal loro secondo album Italyan, Rum Casusu Çikti.

## Descrizione
Il disco è stato pubblicato dall'etichetta discografica Hukapan Records e distribuito dalla Sony Music Entertainment   contenente i brani Pipppero e Uomini col borsello.
Pipppero®, la prima traccia del vinile, scritta da Elio e Rocco Tanica con testo dello stesso Stefano Bellisari, è un brano di musica dance il cui testo ruota intorno ad una fantomatica collaborazione tra l'Italia e la Bulgaria, secondo la quale in Bulgaria non poteva essere ballata la canzone Ramaya di Afric Simone; gli Elii riescono però ad arrivare fino al fittizio confine "italo-bulgaro" per consegnare una copia di Ramaya in Bulgaria in cambio del ballo nazionale, il Pipppero, appunto. Sul finale Elio dice inoltre di poter offrire brani di gran lunga migliori di Ramaya al governo bulgaro:
- Kung Fu Fighting di Carl Douglas;
- Fly, Robin, Fly delle Silver Convention;
- «il meglio dei Tavares»;
- Ali Shuffle di Alvin Cash;
- Disco Inferno dei Trammps;
- «qualcosa di Cerrone»;
- Ma Baker, Daddy Cool e Rasputin dei Boney M.;
- Disco Duck di Rick Dees;
- Gimme Some di Jimmy "Bo" Horne;
- Sandokan e Orzowei degli Oliver Onions;
- Cuba dei Gibson Brothers.

Anche dal punto di vista musicale le citazioni non mancano: infatti la base fa un largo uso di campionamenti, in particolare The Power degli Snap!, usato per la batteria, e soprattutto Dyulmano, Dyulbero di Le Mystère des Voix Bulgares, pezzo reinterpretato, dalle stesse coriste del gruppo, in italiano basandosi sulle assonanze delle parole bulgare con quelle italiane: un esempio è «dyulmano, dyulbero» trasformato in «più umano, più vero». Vi sono poi I Feel Fine del gruppo The Beatles (per la chitarra), Piranha sempre di Afric Simone (usato per uno dei giri di basso), Barbara Ann del gruppo The Beach Boys, infine la stessa Ramaya è usata come campionamento in diverse parti del pezzo, specialmente sul finale; viene citato anche il brano Bugiardi noi di Umberto Balsamo. La parola ripetuta "miàhki snàc", ripetuta in bulgaro e intesa da Elio come un "no", significa in realtà "segno morbido".
Nelle versioni successive alla pubblicazione di questo singolo, è stata tagliata l'introduzione, tuttavia usata nel video della canzone. Sempre nel video appaiono Claudio Bisio, Vittorio Cosma e Mangoni. Visto il successo del singolo, il gruppo pubblicò, in Germania, una versione in lingua inglese della canzone, poi inserita nella compilation From Bulgaria With Love. Una differente versione in inglese verrà poi pubblicata sull'album E.L.I.O. - The Artists Formerly Known As Elio e le Storie Tese, distribuito solo nel tour statunitense del 1998.
Sabbiature è una registrazione live presa dal concerto del 1º maggio 1991. La canzone, composta da Rocco Tanica, Elio e Faso, fu suonata all'insaputa di tutti dopo che le Storie Tese attaccarono il pezzo Cassonetto differenziato per il frutto del peccato, contenuto nel loro primo album Elio Samaga Hukapan Kariyana Turu; nel testo (improvvisato) si denunciava il malcostume della classe politica, facendo nomi (Andreotti, Tanassi, Longo, Gui, Gaspari, Manca, Cossiga, Nicolazzi, ma soprattutto Ciarrapico) e citando fatti già editi sui giornali e, per questo motivo, il gruppo fu interrotto dai funzionari Rai che intervennero sul palco. Verso la fine della canzone la Rai staccò su Mollica con un'intervista a Ricky Gianco. Sabbiature è in realtà una nuova versione di Ti amo, canzone scritta dal "complessino" nel 1987 della durata massima di 12 ore (in una versione del 1990) con testo completamente improvvisato sul momento. L'ultima versione di Ti amo eseguita dal gruppo fu Ti amo campionato nel 1998, anch'essa improvvisata. Sia Sabbiature che Ti amo campionato furono pubblicate in seguito in Peerla.
Uomini col borsello (Ragazza che limoni sola) è un brano che fu pubblicato in seguito proprio sull'album Italyan, Rum Casusu Çikti, uscito nello stesso anno. Composta da Cesareo e Rocco Tanica, tra le collaborazioni vi sono i Chieftains, che fanno un'introduzione del pezzo, Riccardo Fogli, ex-componente dei Pooh al cantato, e Sir Oliver Skardy dei Pitura Freska, sempre alla voce. Sono citate Piccola Katy dei Pooh (dallo stesso Fogli che rifà il verso a sé stesso nel parlato che rimanda alla versione originale del 1967) e I Want It All dei Queen, oltre che all'attore Ben Turpin. Il finale riprende quello di Let It Be dei Beatles. Al termine di questo ultimo pezzo c'è un medley (ancora oggi inedito su album) introdotto da Elio e Skardy delle canzoni dell'album Italyan, Rum Casusu Çikti contenente spezzoni di brani inediti e varie prove in studio.

## Tracce
1. Pipppero® – 4:37
2. Sabbiature – 4:55
3. Uomini col borsello (Ragazza che limoni sola) – 7:32

## Classifiche

### Classifiche settimanali
| Classifica (1992) | Posizione massima |
| ----------------- | ----------------- |
| Italia            | 1                 |

| Classifica di fine anno italiana (1992) | Posizione |
| --------------------------------------- | --------- |
| Classifica italiana                     | 9         |

## Crediti
- Elio - voce
- Rocco Tanica - tastiere
- Faso - basso
- Cesareo - chitarra elettrica
- Feiez - chitarra ritmica
- Christian Meyer - batteria in Sabbiature
- Curt Cress - batteria in Uomini col borsello (Ragazza che limoni sola)
- Le Mystère des Voix Bulgares - voci in Pipppero®
- Riccardo Fogli - voce in Uomini col borsello (Ragazza che limoni sola)
- The Chieftains - strumenti propri in Uomini col borsello (ragazza che limoni sola)
- Oliver Skardy - voce in Uomini col borsello (Ragazza che limoni sola)